# Alvise Zorzi
Alvise Zorzi (Venezia, 10 luglio 1922 – Roma, 14 maggio 2016) è stato un giornalista, scrittore e biografo italiano.

## Biografia
Alvise Zorzi era figlio di Elio Zorzi, giornalista, scrittore e direttore della Mostra Internazionale d'Arte Cinematografica della Biennale di Venezia negli anni dell'immediato dopoguerra; la madre era Irma Gelmetti, poetessa nel movimento futurista col nome di Irma Valeria. Era sposato con la scrittrice Mimì Prinetti Castelletti.
Fu direttore dei Programmi Culturali della Rai e Vicepresidente dell'Unione Europea di Radiodiffusione. Fece parte del Comitato Consultivo per Venezia dell'UNESCO e fu presidente del Comitato per la Pubblicazione delle Fonti per la Storia di Venezia e dell'Associazione dei Comitati Privati Internazionali per la Salvaguardia di Venezia.
Il suo impegno professionale fu interamente dedicato alla storia e alla civiltà di Venezia. Pubblicò Venezia scomparsa, studio sul patrimonio artistico scomparso dalla caduta della Repubblica ai giorni nostri, saggi sulle origini della potenza marinara di Venezia, sul suo periodo austriaco, sui palazzi veneziani, sul Canal Grande, sull'età di Tiziano e sui rapporti con l'entroterra.
Scrisse alcune biografie di personaggi veneziani quali Andrea Gritti, Marco Polo, Tiziano, i Tiepolo, Carlo Goldoni e Veronica Franco.

## Opere
- Sua Serenità Venezia, Mille anni di buon governo, Milano, Mondadori, 1971.
- Venezia scomparsa (2 voll.), Banca Cattolica del Veneto, 1972. - Electa, 1977 - Mondadori, 2001.
- La Repubblica del Leone. Storia di Venezia, Collezione La Storia, Milano, Rusconi, 1979. - Bompiani, Milano, 2000.
- Una Città, una Repubblica, un Impero. Venezia 697-1797, Milano, Mondadori, 1980-1999.
- Vita di Marco Polo veneziano, Milano, Rusconi, 1982. - Bompiani, Milano, 2006.
- Venezia austriaca (1798-1866), Bari, Laterza, 1985. - Libreria Editrice Goriziana, 2000.
- Cortigiana veneziana. Veronica Franco e i suoi poeti, 1546-1591, Camunia, 1986.
- Hanna Simeone Huber, A. Zorzi, Luciana Simionato, Venezia, sogno di un viaggio, Udine, Magnus, 1987.
- Luce di Venezia, Trento, Reverdito, 1988.
- G. Paolo Marton, A. Zorzi, I palazzi veneziani, Udine, Magnus, 1989.
- La vita quotidiana a Venezia nel secolo di Tiziano, Milano, BUR, 1990.
- Canal Grande, Milano, Rizzoli, 1991.
- Monsieur Goldoni. Un veneziano a Parigi tra il declino di una repubblica e la morte di un regno (1762-1793), Il Corbaccio, 1993.
- Venezia ritrovata: 1895-1939, Milano, Mondadori, 1995. - Mondadori Electa, 2005.
- La monaca di Venezia: una storia di amore e di libertà, Milano, Mondadori, 1996.
- Il Doge: un romanzo vero, Milano, Mondadori, 1996.
- San Marco per sempre. Una storia mai raccontata, Collezione Le Scie, Milano, Mondadori, 1999.
- Venezia nel secolo di Tiziano, Milano, Rizzoli, 2000.
- Ulderico Bernardi, A. Zorzi, Giampiero Rorato, Stoccafisso e baccalà nel piatto. Interpretazioni della tradizione veneta, Terra Ferma, 2001.
- Venezia, Repubblica di terra e mare, Touring, 2002.
- Fulvio Roiter, A. Zorzi, Tiziano Rizzo, La mia Venezia, Vianello Libri, 2003.
- A. Zorzi, Giuseppe Agostini, Venice. Tradition and Food. The History and Recipes of Venetian Cuisine, Arsenale, 2004.
- Il colore e la gloria. Genio, fortuna e passioni di Tiziano Vecellio, Milano, Mondadori, 2004.
- L'Olimpo sul soffitto. I due Tiepolo tra Venezia e l'Europa, Collana Scrittori italiani, Milano, Mondadori, 2006.
- Il dono dei Dogi. La raccolta delle oselle dogali della Banca Popolare di Vicenza, Biblos, 2009.
- Napoleone a Venezia, Collana Varia saggistica, Milano, Mondadori, 2010.
- A. Zorzi, Luigino Rancan, Il denaro di Venezia. Mercanti e monete della Serenissima. La raccolta della Banca Popolare di Vicenza, Biblos, 2012.

### Curatele
- Marco Polo. Venezia e l'Oriente, Milano, Electa, 1981.